# Chula (Portugal)
A chula é uma dança popular e género musical de Portugal de andamento ligeiro e de ritmo bastante marcado por um tambor conhecido por zabumba, por triângulo e chocalhos, originária do Alto Douro e do Minho. O canto é acompanhado por rabecas, violas, sanfonas e percussão.
A chula foi importante influência para o surgimento da grande maioria dos ritmos nordestinos e da Chula (Rio Grande do Sul) no Brasil.
O rei do baião, Luiz Gonzaga em um depoimento disse que o conjunto instrumental  do baião como triângulo, zabumba, sanfona, veio da chula de Portugal.